# Ranunculus sardous
Ranunculus sardous là một loài thực vật có hoa trong họ Mao lương. Loài này được Crantz miêu tả khoa học đầu tiên năm 1763.

## Hình ảnh

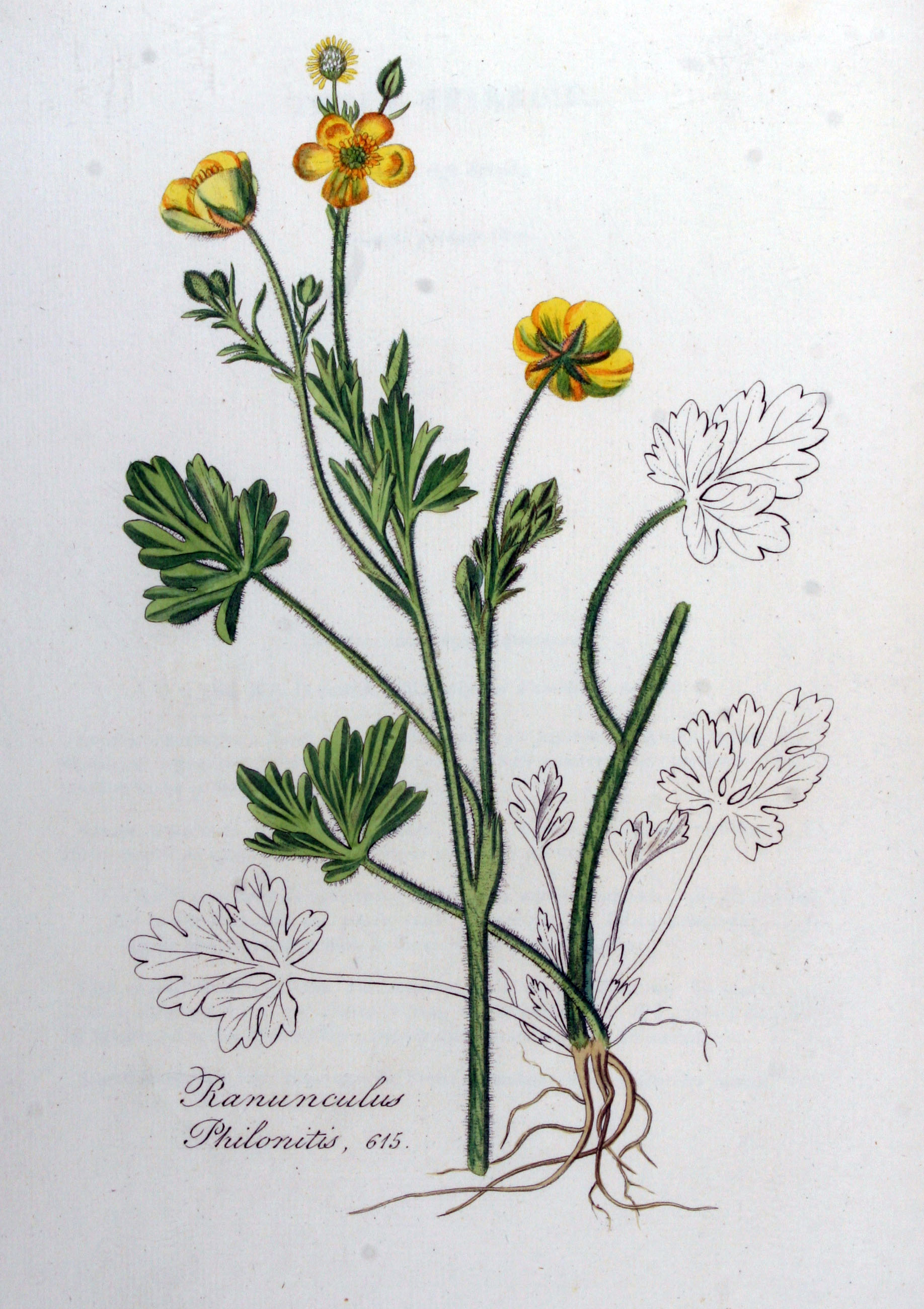
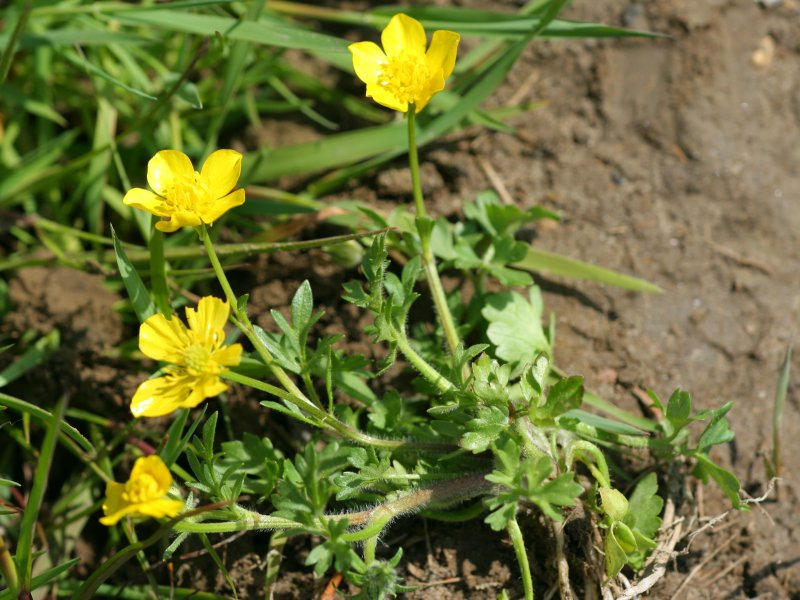
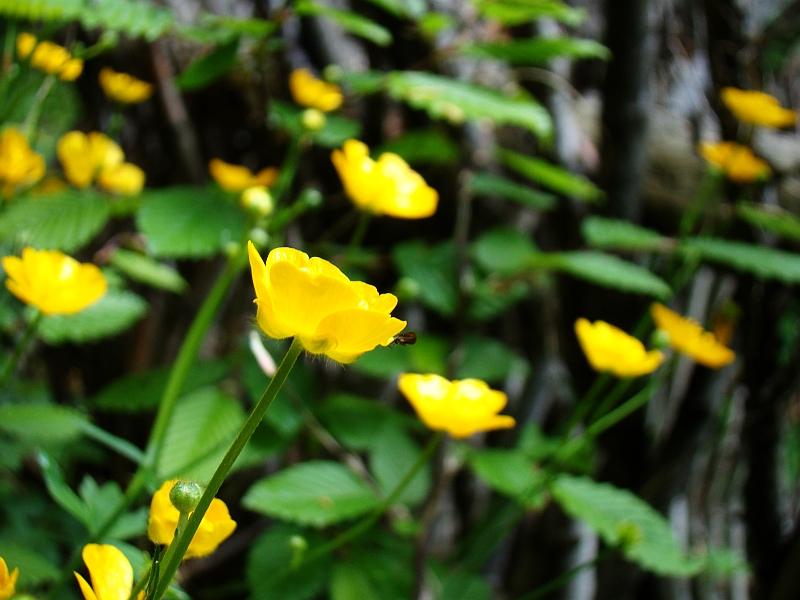
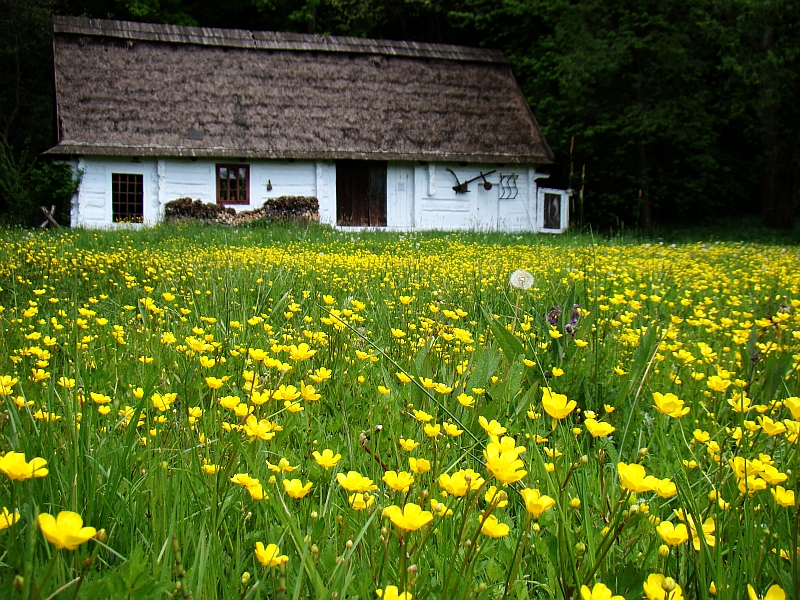